# Amin Hossein Rahimi

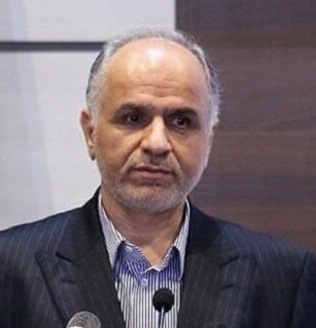
Amin Hossein Rahimi (2021)

Amin Hossein Rahimi (persisch امین‌حسین رحیمی; * 1968 in Malayer, Iran) ist ein iranischer Politiker. Seit 2021 ist er Justizminister des Iran.

## Leben
Rahimi wurde in Malayer in der Provinz Hamadan geboren. Er studierte an der Universität Teheran und erwarb einen Master-Abschluss in öffentlichem Recht. Von 2008 bis 2012 war er Mitglied der Madschles, des iranischen Parlaments. Anschließend fungierte er als Chefankläger am iranischen Rechnungshof. 2021 wurde er von dem damaligen Präsidenten Ebrahim Raisi in das Kabinett Raisi als Justizminister berufen.